# Шамс ад-дін Ільяс-шах
Шамс ад-дін Ільяс-шах (бенг. শামসুদ্দীন ইলিয়াস শাহ; д/н — 1358) — султан Бенгалії в 1342—1358 роках. Масштаби його походів, завоювання великих індійських культурних центрів, призвели до того, що він сам себе називав Другим Іскандером.

## Життєпис
Походив зі знатної сістанської родини, що на початку XIII ст. пересилилася до Делійського султанату. 1227 року її представники отримали джаґір в Бенгалії. Спочатку служив придворі в Делі. Близько 1296 року після загибелі султана Джалал-уд-діна Фіруза опинився на службі Ізуддіна Яг'ї. Одружився з вдовою бенгальського брагмана з Баджрайогіні, яка прийняла іслам і взявши ім'я Пхулматі-бегум. 1328 року господар після смерті Азам-хана, маліка (намісника) провінції Сатгаон, обійняв цю посаду..
У 1338 році після Ізуддіна оголосив себе султаном Сатгаона з титулом Шамс-ад-Діна Ільяс-шах. За цим почав запеклу війну проти Ала-ад-Діна Алі-шаха, султана Лакхнауті, якого здолав 1342 року. Тоді ж оголосив себе володарем Бенгалії. Столицю переніс до Лакхнауті. З 1344 року в Сатгаоні за делійським зразком став карбувати власні срібні монети.
Водночас з війною проти Сонаргаону здійснював грабіжницькі походи проти сусідів на півночі та заході. У 1345—1346 роках пограбував район Тірута, який розділив на дві частини: на північ від річки Будхі Гандакі віддав Камешвару Тхакуру, раджи Ойнівар, південну (від Бегусарая до Тераї) приєднав до своїх володінь. За цим пройшов через рівнини Терай у долину Катманду, де завдав поразки Наякадеві, магараджихіраджи Малли. В результаті мусульмани зруйнували палаци доби Лічхавів — Манагріха і Кайлашкута, усі храми в долині Катманду, за винятком храму Чангу Нараян. Багато історичних будівель, хронік про початкову історію Непалу було знищено.
Проте центральну і східну Бенгалію контролював Іхтіар ад-Дін Газі-шах, султан Сонаргаона. Війна з ним тривала з 1349 до 1352 року й завершилася перемогою Шамс ад-діна, внаслідок чого під його владою було об'єднано усю Бенгалію. В Сонаргаоні було захоплено значний монетний двір, майстри якого стали карбувати монети з ім'ям Шамс ад-діна Ільяс-шаха за сонаргаонським зразком. 1350 року Ільяс-шах також заснував місто Хаджіпур.
Засновує нову столицю — Пандуа (неподалік Лакхнауті). Ймовірно від цього міста пішов термін бангла, закріпивши зрештою назву за султанатом і усім регіоном Бенгалія (раніше термін Бангла стосувалася лише дельти Гангу). Сам Шамс ад-дін титулювався як «шах-і-бангала».
Невдовзі Ільяс-шах виступив проти Бганудеви III, трі-калінгадхіпаті Східних Гангів. Потім він пограбував Джаджпур, Каттак і дістався озера Чиліка в Оріссі. Він також очолив успішну кампанію проти держави Камата. захопивши місто Ґувахаті.
У листопаді 1353 року проти нього виступив делійський султан Фіруз-шах Туґлак, який швидко зайняв східну частину бенгальського султаната й столицю Пандуа. Ільяс-шах відступив до фортеці Екдала, де витримав 2-місячну облогу. З почтаком відступу війська супротивника, став переслідувати того, дійшовши до Варанасі. Фіруз-шах повернувся до Делі у 1355 році. Ільяс-шах відновив контроль над Бенгалією, розширивши володіння до річки Коші.
Намагаючись зміцнити державу, став проводити активну політику уніфікації культури і мови, якою стала бенгалі (середньобенгальська), поширенню якої сприяв в офіційних документах і написах. Приймав мігрантів з усього мусульманського світу, зокрема тюрків, арабів та персів. Разом з тим не чинив утиски за релігійною або кастовою ознакою.
Помер у січні 1358 року. Поховало в Хаджіпурі. Йому спадкував син Сікандар-шах I.